# Hōjōki
El Hōjōki és una narració escrita en 1212 per Kamo no Chōmei. El tema principal és la impermanència del món (mujō), un dels pilars bàsics de la cosmologia budista que indica que tot el que existeix és efímer. S'il·lustra a través de l'enumeració de desastres naturals en un gènere anomenat zuihitsu, un tipus d'assaig d'actualitat japonès.
L'obra s'inicia amb la imatge d'un riu sempre en moviment, que canvia permanentment, en una metàfora molt similar a la d'Heràclit. L'autor, retirat a una cabana, reflexiona sobre la vida, que es regeix pel signe de la manca de perdurabilitat. Descriu tots els desastres que va presenciar quan encara no era monjo i residia a la capital del país, que el porten a meditar sobre la naturalesa humana, que busca seguretat en un món impossible. La darrera part reflecteix com a contrast la vida d'ermità al bosc, i inclou elements del tòpic del Beatus ille. Els elements de la natura, que al principi semblen terrorífics, acaben sent portadors de bellesa, perquè la percepció depèn de l'acceptació per part de la ment de com funciona l'existència. Separat del món, l'autor i protagonista por trobar finalment la pau d'esperit i dedica els seus dies a la contemplació del paisatge, la pregària i la lectura.
La visió del món urbà és fortament negativa. Els desastres naturals, inevitables, actuen com a imatge de la decadència dels costums i la crisi política, que sí que es poden evitar amb un canvi de valors. Per això el narrador vol allunyar-se dels altres, que l'han decebut, i buscar una vida de solitud enmig de la natura. El to pessimista és propi de la literatura medieval japonesa, quan havia passat el període Heian d'esplendor. S'hi aprecia una forta influència del relat Chiteiki, on també el protagonista es retira del món després de comprovar-ne la manca de sentit. L'estil és realista, tant en les descripcions de la vida a Kyoto com la del camp i ofereix nombrosos detalls sobre els costums locals de l'època.
A diferència d'altres obres del període, el Hōjōki ha circulat àmpliament en manuscrits ben conservats i ha estat traduït a diverses llengües estrangeres com a exemple de literatura budista. La popularitat de la narració ha fet que formi part del canon japonès i que el lloc on s'alçava la cabana on vivia l'ermità s'hagi convertit en un lloc turístic amb la reproducció d'aquell habitatge.